# Dirt Bike Annie
Dirt Bike Annie was een Amerikaanse punkband afkomstig uit Jersey City, New Jersey. De band speelde voornamelijk poppunk en powerpop. De oprichter van de band, gitarist en zanger Adam Rabuck is later lid geworden van The Impulse International.

## Geschiedenis
Dirt Bike Annie werd in 1993 opgericht door Adam Rabuck toen hij nog aan de New York-universiteit studeerde. De andere twee constante leden van de band waren bassist en zanger Dan Paquin en gitarist en zanger Jeanie Lee. De band heeft meerdere drummers gehad, waaronder Mike Yannich (van The Ergs!), Heth Weinstein (van Heth and Jed), Tommy Vinton (van Too Much Joy) en Dennis Donaghy.
In 1996 werd de eerste single van de band uitgegeven via het label Richie Records, het label van de band zelf.
Na zo'n tien jaar lang toeren en muziek opnemen werd de band in 2005 officieel opgeheven, toen Lee en Paquin de band verlieten. Lee verliet de band eerst, waarop Paquin ook besloot te vertrekken. De overgebleven leden besloten de band voorgoed op te heffen.
In 2010 speelden Rabuck, Paquin en Yannich een 90 minuten durende show tijdens het Insubordination Fest in Baltimore.

## Discografie
Albums
- Hit The Rock (Mutant Pop Records, 1999)
- Live Jersey City 2000: Sweatin' to the Oldies (Mutant Pop Records, 2000)
- The Ellis Island Rendezvous (Stardumb Records, 2002 (splitalbum met The Popsters))
- It Ain't Easy Bein' Single (Dirtnap Records, 2001)
- Show Us Your Demons (Dirtnap Records, 2003)
- Reunion Show (Whoa Oh Records, 2015 (splitalbum met The Unlovables))

Singles en ep's
- It Ain't Easy Bein' Stupid (Richie Records, 1996)
- Choco-Berri Sugar Pops (Mutant Pop Records, 1997)
- Sitcoms And Summer Camps! (Break-Up! Records, 1997)
- The Wedding (Whoa Oh Records, 2001  (splitalbum met Kung Fu Monkeys))
- Night of the Living Rock and Roll Creation (Knock Knock Records, 2001)
- Superscope (Break-Up! Records, 2001)
- B-Punk is Good Vol. 3 (Waterslide Records, 2005 (splitalbum met Peace of Bread))